# Luis Rojas Zamora
Luis José Esteban Rojas Zamora (Santiago, Chile, 6 de marzo de 2002) es un futbolista profesional chileno que juega como centrocampista en Universidad de Concepción de la Primera B de Chile. 
Es hijo de Luis Rojas Álvarez, exfutbolista chileno de destacada carrera en la década de los '70 y '80, y hermano de Silvio Rojas, exfutbolista que formó parte del plantel de la selección chilena sub-17 que participó en el Mundial Sub-17 de 1993.

## Trayectoria
Formado desde los 8 a los 13 años en las inferiores de Colo-Colo en el año 2014 luego de un conflicto interno en el club por el despido de su padre exfutbolista de Colo-Colo, se cambia a Universidad de Chile. 
Es un jugador que se caracteriza por su llegada al gol, además de su despliegue físico y su técnica depurada con el balón en los pies.

### Universidad de Chile
Firma su primer contrato como profesional el 16 de diciembre de 2019, además de ser promovido al primer equipo para la temporada 2020 por el entonces técnico del primer equipo Hernan Caputto, el que había sido su técnico en la Selección nacional sub-17 de Chile.
Debuta en un partido de Copa Chile el 7 de septiembre de 2019 contra el equipo Club de Deportes Cobresal, válido por la ida de los cuartos de final de la Copa Chile, entra en el minuto 68 reemplazando a Mauricio Morales.
Debuta por primera división y como titular el sábado 1 de febrero en un encuentro válido por la segunda fecha del  Campeonato AFP Plan Vital 2020 ante  Curicó Unido, en este encuentro la U se llevaría la victoria por un marcador de 5 goles a 1.

### FC Crotone
A inicios del mes de septiembre, el club hasta entonces dueño de su pase Universidad de Chile, confirma la existencia de un acuerdo con un equipo de la Serie A por la compra del pase del jugador, poco después se daría a conocer que el destino del jugador será el recién ascendido Crotone y que llegaría al club a cambio de una cifra cercana a los 3,2 millones de Euros.
El 31 de enero de 2022, fue cedido al Bologna de la Serie A hasta fin de temporada. El 31 de enero de 2023, fue nuevamente cedido, esta vez al Pro Vercelli de la Serie C, hasta fin de la temporada.A principios de 2025 Rojas se iria cedidio a FK AS Trenčín.

## Selección nacional

### Selección Chilena Sub-17
Luis se da a conocer por sus buenas actuaciones en la selección chilena sub-17, donde se convierte en una figura destacada en el Campeonato Sudamericano Sub-17 de 2019 de Perú, anotando 4 goles y aportando con 3 asistencias, siendo el máximo goleador de su país. Estas buenas actuaciones personales sumadas al buen rendimiento del equipo en su conjunto permiten a Chile participar en el mundial de la categoría disputado en Brasil el mismo año.
En la Copa Mundial de Fútbol Sub-17 de 2019 participa con Chile anotando un gol en el certamen contra Haití en la fase de grupos, a la postre Chile quedaría eliminado en octavos de final contra Brasil.

### Participaciones en torneos
| Mundial                     | Sede   | PJ | Goles | Asistencias | Resultado        |
| --------------------------- | ------ | -- | ----- | ----------- | ---------------- |
| Sudamericano Sub-17 de 2019 | Perú   | 6  | 4     | 3           | Subcampeón       |
| Mundial Sub-17 de 2019      | Brasil | 4  | 1     | 0           | Octavos de final |

## Estadísticas
| Club                         | Div.             | Temporada        | Liga  | Liga  | Copas nacionales | Copas nacionales | Torneos internacionales | Torneos internacionales | Total | Total |
| Club                         | Div.             | Temporada        | Part. | Goles | Part.            | Goles            | Part.                   | Goles                   | Part. | Goles |
| ---------------------------- | ---------------- | ---------------- | ----- | ----- | ---------------- | ---------------- | ----------------------- | ----------------------- | ----- | ----- |
| Universidad de Chile · Chile | 1.ª              | 2019             | —     | —     | 2                | 0                | —                       | —                       | 2     | 0     |
| Universidad de Chile · Chile | 1.ª              | 2020             | 3     | 0     | —                | —                | —                       | —                       | 3     | 0     |
| Universidad de Chile · Chile | Total club       | Total club       | 3     | 0     | 2                | 0                | 0                       | 0                       | 5     | 0     |
| Crotone · Italia             | 1.ª              | 2020-21          | 7     | 0     | —                | —                | —                       | —                       | 7     | 0     |
| Crotone · Italia             | 2.ª              | 2021-22          | 1     | 0     | —                | —                | —                       | —                       | 1     | 0     |
| Crotone · Italia             | 3.ª              | 2022-23          | 6     | 0     | —                | —                | —                       | —                       | 6     | 0     |
| Crotone · Italia             | Total club       | Total club       | 14    | 0     | 0                | 0                | 0                       | 0                       | 14    | 0     |
| Pro Vercelli · Italia        | 3.ª              | 2022-23          | 10    | 1     | —                | —                | —                       | —                       | 10    | 1     |
| Pro Vercelli · Italia        | Total club       | Total club       | 10    | 1     | 0                | 0                | 0                       | 0                       | 10    | 1     |
| Crotone · Italia             | 3.ª              | 2023-24          | 2     | 0     | 3                | 0                | —                       | —                       | 5     | 0     |
| Crotone · Italia             | Total club       | Total club       | 2     | 0     | 3                | 0                | 0                       | 0                       | 5     | 0     |
| Pro Vercelli · Italia        | 3.ª              | 2023-24          | 16    | 2     | 0                | 0                | —                       | —                       | 16    | 2     |
| Pro Vercelli · Italia        | Total club       | Total club       | 16    | 2     | 0                | 0                | 0                       | 0                       | 16    | 2     |
| Crotone · Italia             | 3.ª              | 2024-25          | 8     | 0     | 1                | 0                | —                       | —                       | 9     | 0     |
| Crotone · Italia             | Total club       | Total club       | 8     | 0     | 1                | 0                | 0                       | 0                       | 9     | 0     |
| FK AS Trenčín · Eslovaquia   | 1.ª              | 2025             | 1     | 0     | 0                | 0                | —                       | —                       | 1     | 0     |
| FK AS Trenčín · Eslovaquia   | Total club       | Total club       | 1     | 0     | 1                | 0                | 0                       | 0                       | 1     | 0     |
| Total en carrera             | Total en carrera | Total en carrera | 54    | 3     | 6                | 0                | 0                       | 0                       | 60    | 3     |
| 1. 2.                        |                  |                  |       |       |                  |                  |                         |                         |       |       |